# Douar Hicher
Douar Hicher (arabisch دوار هيشر) ist eine Stadt und eine Delegation mit etwa 85.000 Einwohnern im Norden Tunesiens. Die Stadt besteht aus 5 Stadtteilen (secteurs): Ennassim, Erriadh, Douar Hicher, Echabeb und Kaled Ibn Elwalid.

## Lage
Douar Hicher liegt in einer Höhe von ca. 40 bis 70 m ü. d. M. und etwa 10–12 km (Fahrtstrecke) westlich der Landeshauptstadt Tunis. Die Stadt hat keine Verbindung zum Mittelmeer.

## Wirtschaft
Douar Hicher ist eine der vielen Satellitenstädte der Hauptstadt Tunis, wo die meisten Einwohner ihr Geld verdienen. In der Stadt selbst gibt es mehrere kleinere bis mittlere Unternehmen aus den Wirtschaftszweigen der Textil-, Schuh- und Möbelfertigung etc.

## Geschichte
Douar Hicher war bis weit ins 20. Jahrhundert hinein nicht mehr als ein Dorf (douar) mit etwa 3000 Einwohnern, das jedoch seit den 1970er Jahren einen enormen Bauboom und ein damit einhergehendes Bevölkerungswachstum erlebt hat. Der Ort erhielt im Jahr 2001 die Stadtrechte.

## Sehenswürdigkeiten
Douar Hicher hat keine historisch oder kulturell bedeutsamen Sehenswürdigkeiten. Das weltbekannte Bardo Museum ist allerdings nur etwa 5 km in südöstlicher Richtung entfernt.